# NGC 1803
NGC 1803 est une galaxie spirale barrée située dans la constellation du Peintre. NGC 1803 a été découverte par l'astronome britannique John Herschel en 1834.

## Caractéristiques
La classe de luminosité de NGC 1803 est II-III et elle présente une large raie HI. Elle renferme également des régions d'hydrogène ionisé.
Sa vitesse par rapport au fond diffus cosmologique est de 4 112 ± 5 km/s, ce qui correspond à une distance de Hubble de 60,7 ± 4,3 Mpc (∼198 millions d'al).

## Paire de galaxies
Selon Soares et ses collègues, NGC 1803 et ESO 203-019 forment une paire de galaxies. La distance de Hubble d'ESO 202-009  est de 65,14 ± 5,56 (∼), ce qui est semblable à celle de NGC 1803. Étant donné les incertitudes des distances pour ces deux galaxies, il n'est pas impossible qu'elles forment une paire réelle.